# Jota Apodis
Jota Apodis (ι  Apodis, förkortat Jota Aps, ι  Aps), som är stjärnans Bayer-beteckning, är en dubbelstjärna i den nordöstra delen av stjärnbilden Paradisfågeln. Den har en kombinerad skenbar magnitud på +5,41 och är svagt synlig för blotta ögat där ljusföroreningar ej förekommer. Baserat på parallaxmätningar i Hipparcos-uppdraget på 3,1 mas beräknas den befinna sig på ca 1 040 ljusårs (320 pc) avstånd från solen. 

## Egenskaper
Primärstjärnan Jota Apodis A är en blå till vit stjärna i huvudserien av spektralklass B9 V. Den har en massa som är ca 3,9 gånger solens massa, en radie som är ca 10 gånger solens och har en effektiv temperatur på ca 10 200 K.
Följeslagaren Jota Apodis B är en stjärna av spektralklass B9.5 V med en magnitud av 6,46. Paret har en vinkelseparation på 0,091 bågsekunder och en uppskattad omloppsperiod på 59,32 år. Deras massa är ungefär 3,89 respektive 3,45 gånger solens massa.